# Acacia galioides
Acacia galioides é uma espécie de leguminosa do gênero Acacia e do subgênero Lycopodiifoliae, pertencente à família Fabaceae.

## Descrição
Pode ser encontrada na Austrália, no Território do Norte e na região de Kimberley da Austrália Ocidental.